# Бедус
Беду́с (фр. Bedous) — коммуна во Франции, находится в регионе Аквитания. Департамент — Атлантические Пиренеи. Входит в состав кантона Олорон-Сент-Мари-1. Округ коммуны — Олорон-Сент-Мари.
Код INSEE коммуны — 64104.

## География

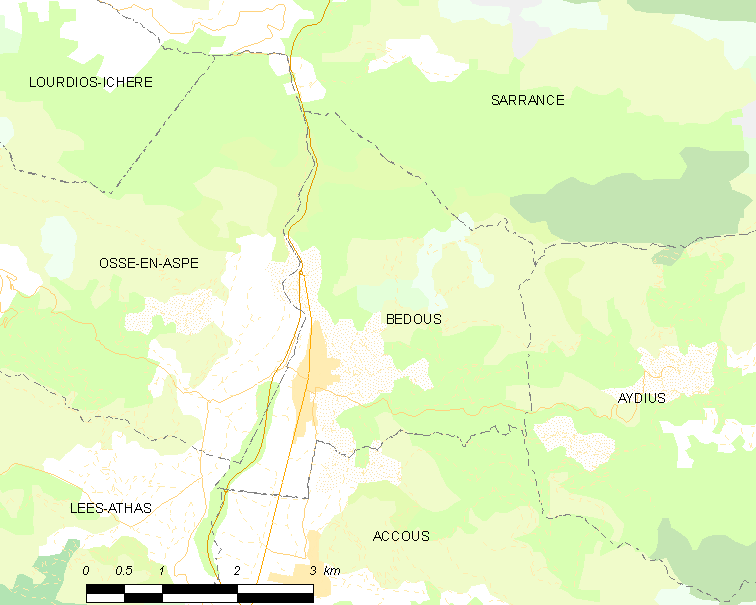
Карта коммуны

Коммуна расположена приблизительно в 690 км к югу от Парижа, в 210 км южнее Бордо, в 39 км к юго-западу от По.
На западе коммуны протекает река Гав-д’Асп.

### Климат
Климат тёплый океанический. Зима мягкая, средняя температура января — от +5°С до +13°С, температуры ниже −10 °C бывают редко. Снег выпадает около 15 дней в году с ноября по апрель. Максимальная температура летом порядка 20-30 °C, выше 35 °C бывает очень редко. Количество осадков высокое, порядка 1100 мм в год. Характерна безветренная погода, сильные ветры очень редки.

## Население
Население коммуны на 2010 год составляло 550 человек.
| 1962 | 1968 | 1975 | 1982 | 1990 | 1999 | 2010 |
| ---- | ---- | ---- | ---- | ---- | ---- | ---- |
| 802  | 591  | 542  | 610  | 554  | 580  | 550  |

## Администрация
| Период | Период | Фамилия         | Партия                  | Примечания                   |
| ------ | ------ | --------------- | ----------------------- | ---------------------------- |
| 1968   | 2001   | Робер Баланге   | Социалистическая партия | генеральный советник кантона |
| 2001   | 2008   | Жак Курат-Арнод | Социалистическая партия |                              |
| 2008   | 2020   | Анри Бельгард   | Левый фронт             |                              |

## Экономика
В 2010 году среди 339 человек трудоспособного возраста (15-64 лет) 239 были экономически активными, 100 — неактивными (показатель активности — 70,5 %, в 1999 году было 66,0 %). Из 239 активных жителей работали 220 человек (109 мужчин и 111 женщин), безработных было 19 (12 мужчин и 7 женщин). Среди 100 неактивных 16 человек были учениками или студентами, 42 — пенсионерами, 42 были неактивными по другим причинам.

## Достопримечательности
- Замок Лассаль (XVII век)
- Замок Фенар
- Церковь Св. Архангела Михаила (XIV век)
- Часовня Св. Иоанна (XVII век). Исторический памятник с 1984 года[4]

## Фотогалерея

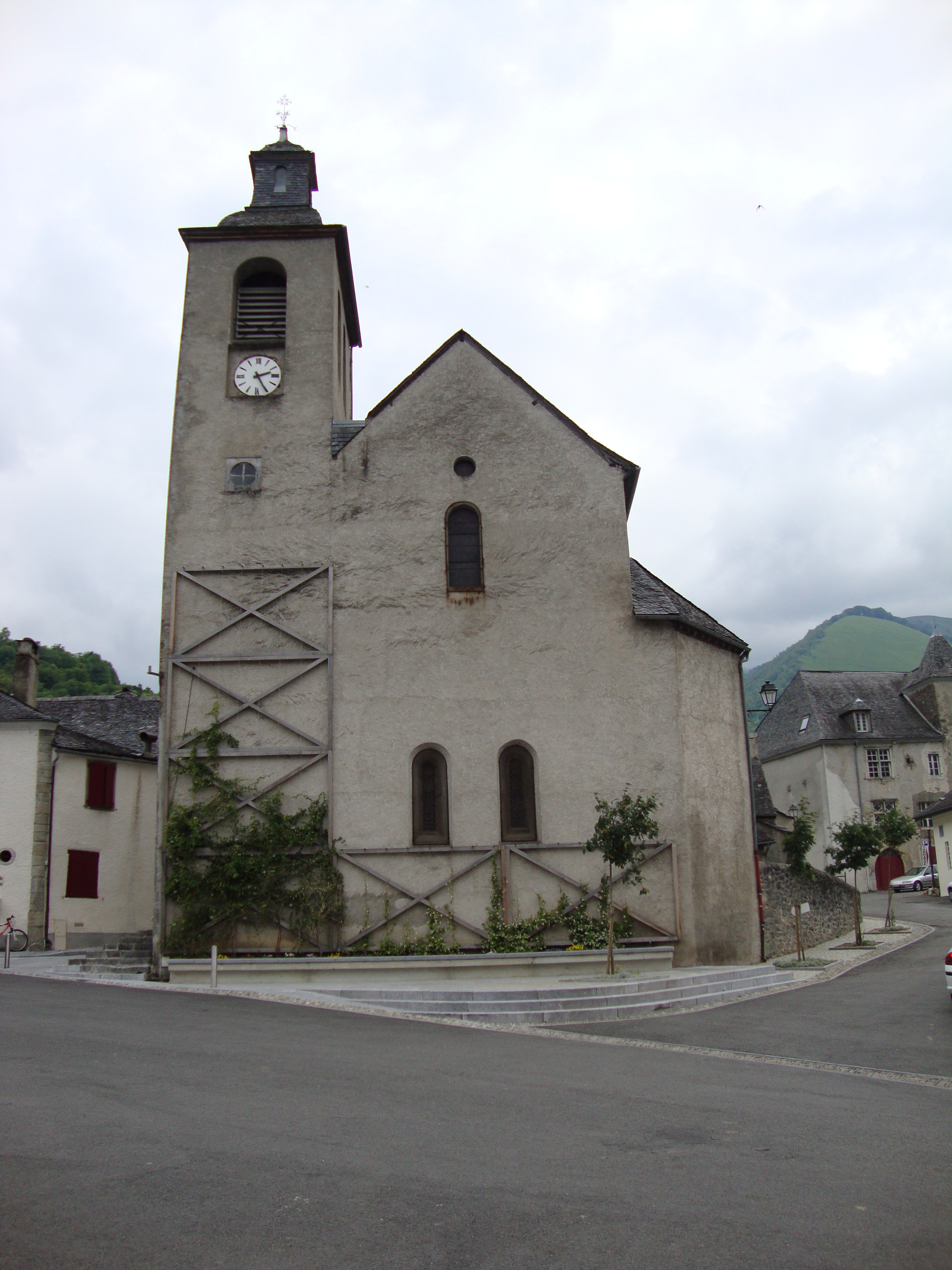
Церковь Св. Архангела Михаила
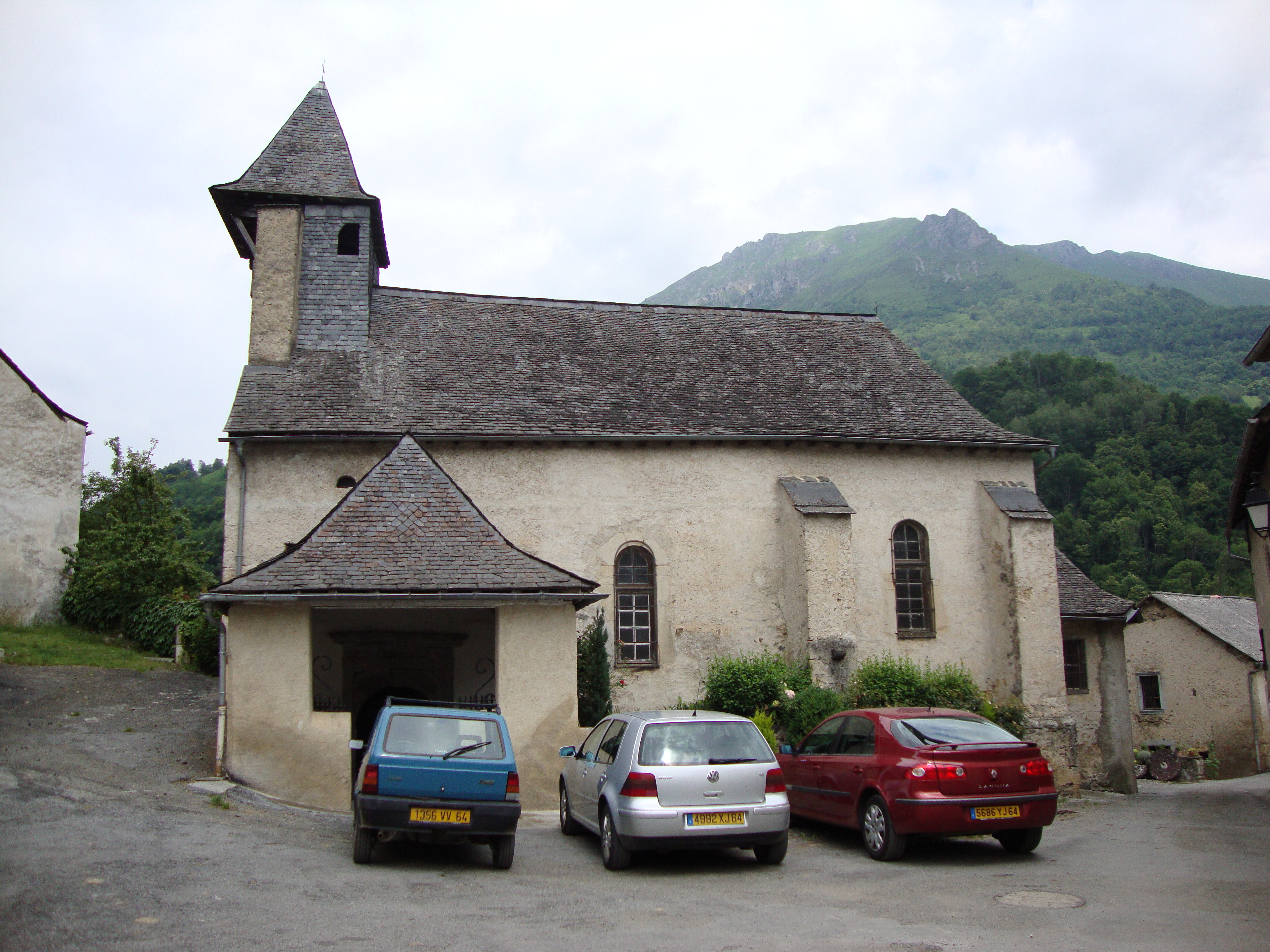
Часовня Св. Иоанна
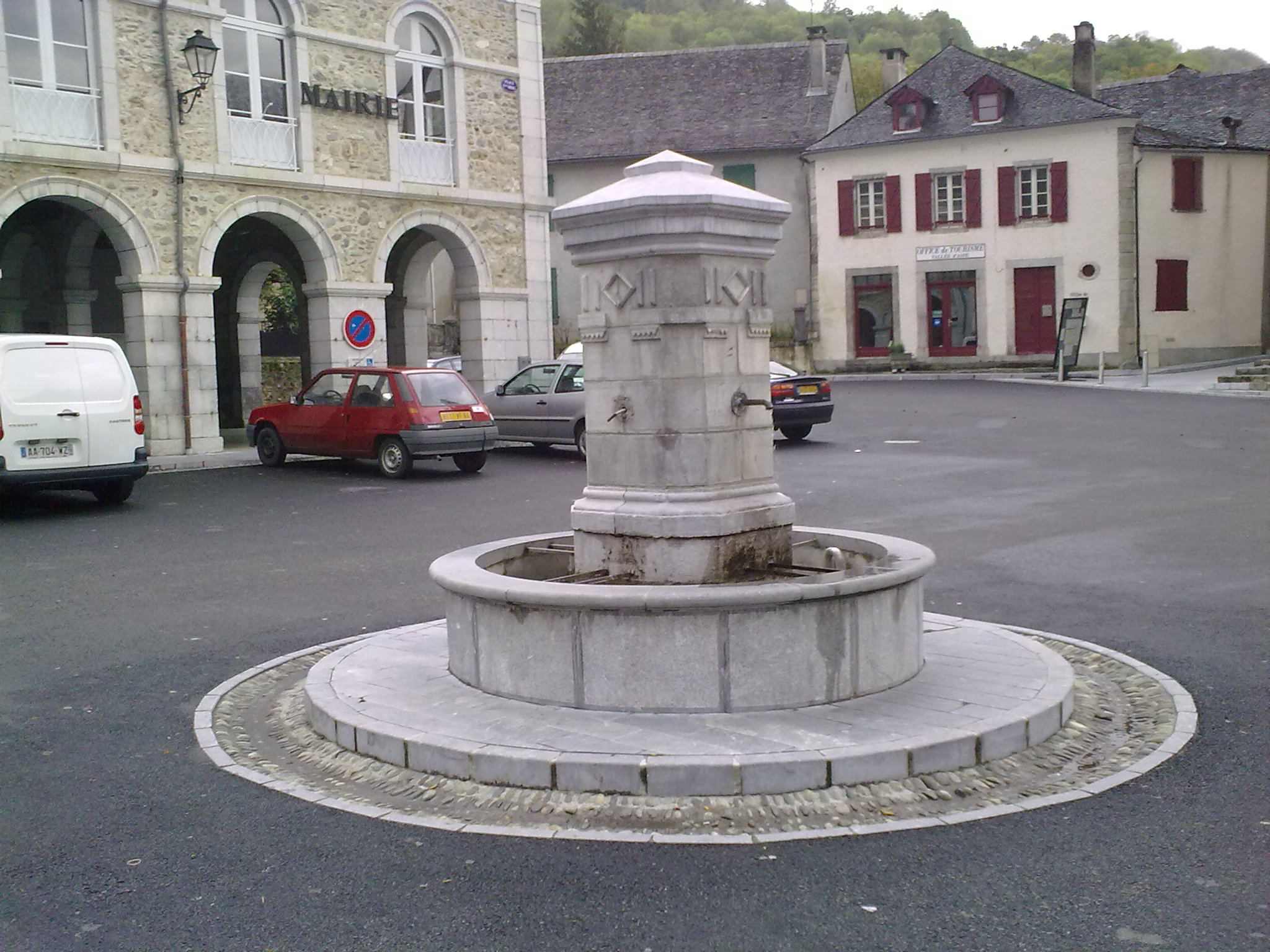
Фонтан
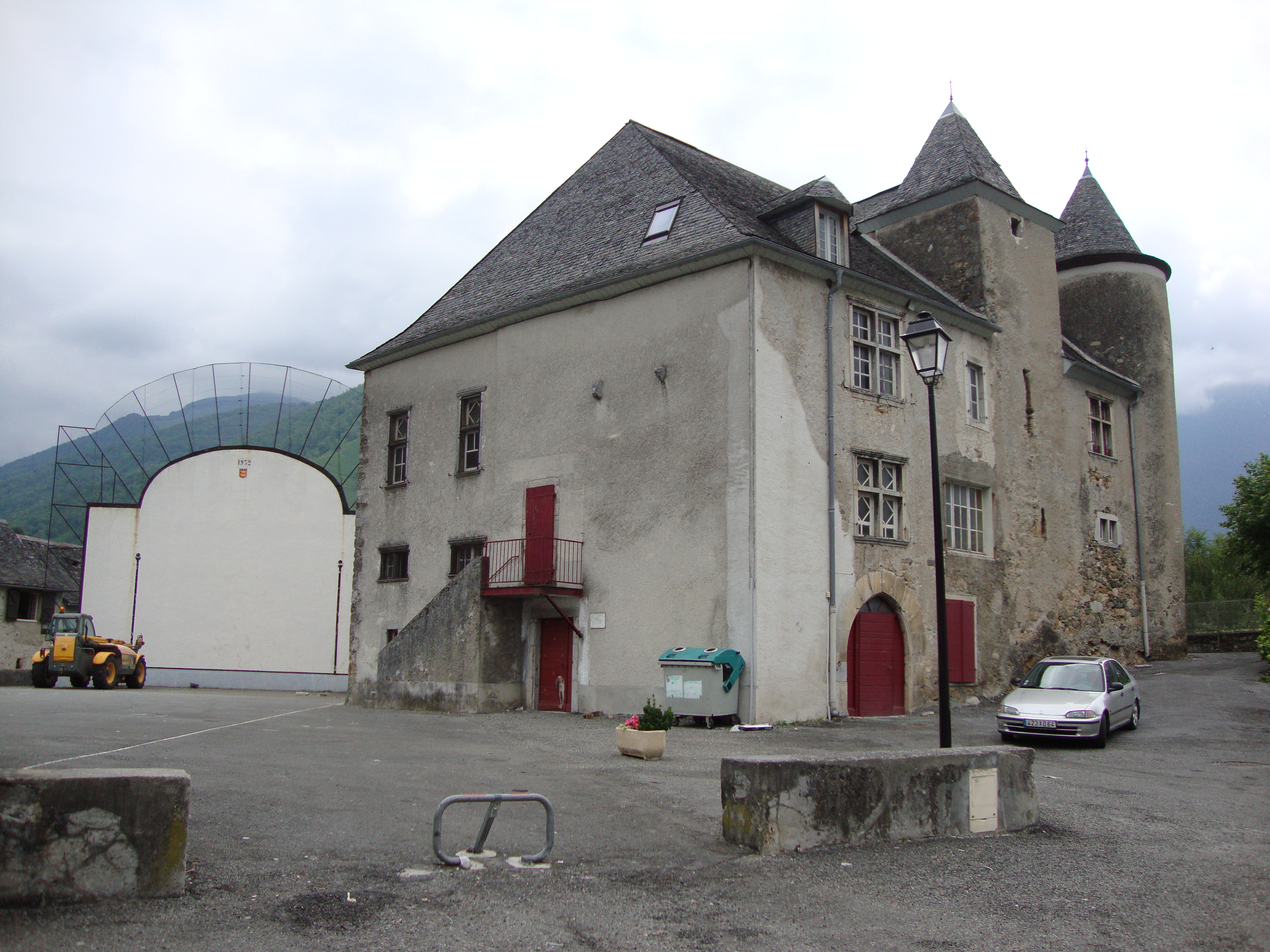
Замок Фенар и фронтон (площадка для игры в пелоту)
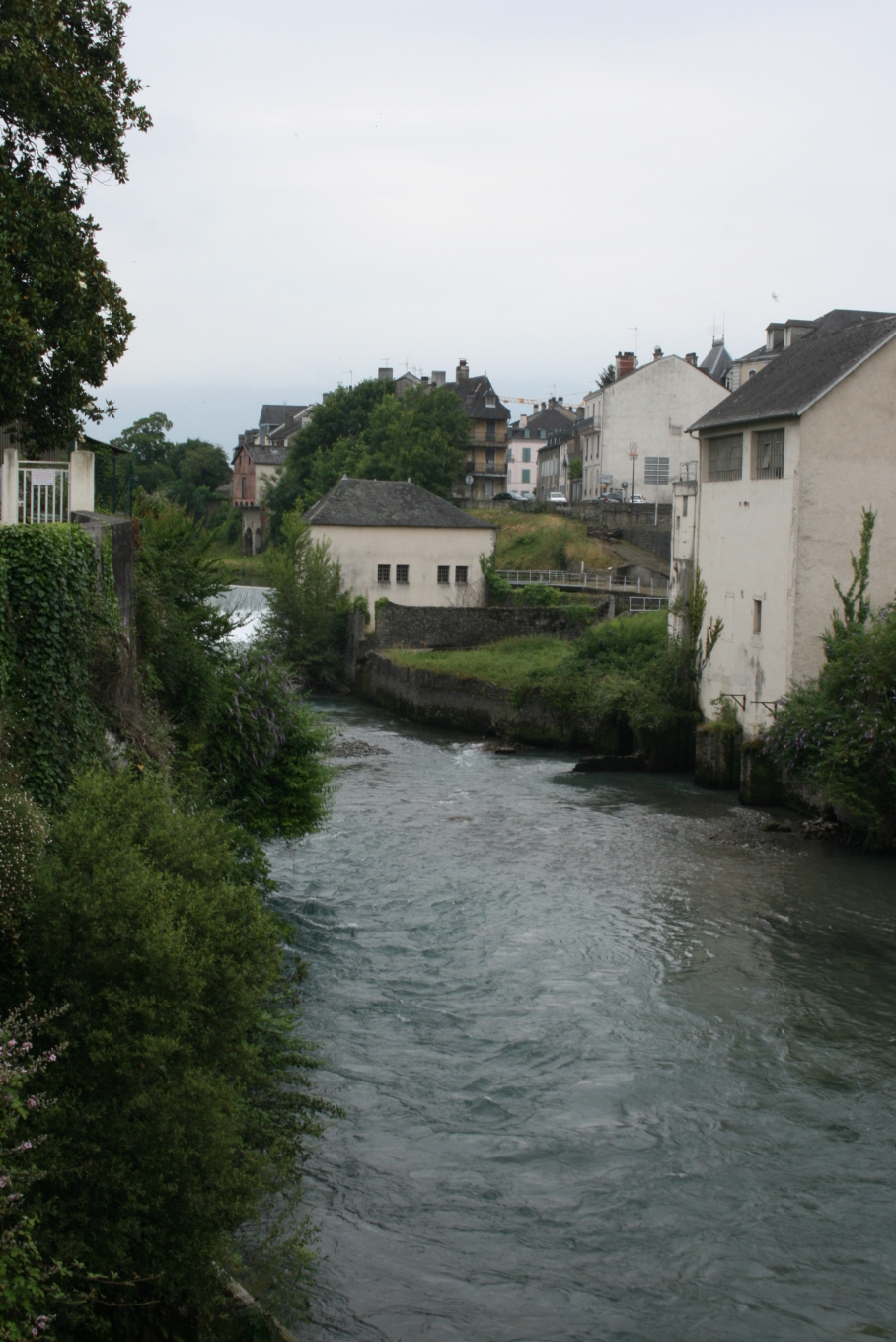
Река Гав-д’Асп